# Resultados do Carnaval de Porto Alegre em 2020
Os resultados do Carnaval de Porto Alegre em 2020, foram divulgados no dia 8 de março no Complexo Cultural do Porto Seco. A campeã foi a Bambas da Orgia apresentando o enredo: Eu Sou Passado, Eu Sou Presente, Eu Sou Futuro... Saudade, Quem é que Não Tem?

## Série Ouro
| Colocação | Escola                     | Pontos | Nota                            | Ref.                    |
| --------- | -------------------------- | ------ | ------------------------------- | ----------------------- |
| 1.º       | Bambas da Orgia            | 179,1  |                                 | [ 1 ] [ 2 ] [ 3 ] [ 4 ] |
| 2.º       | Imperadores do Samba       | 178,7  |                                 | [ 1 ] [ 2 ] [ 3 ] [ 4 ] |
| 3.º       | Estado Maior da Restinga   | 178,4  |                                 | [ 1 ] [ 2 ] [ 3 ] [ 4 ] |
| 4.º       | Imperatriz Dona Leopoldina | 177,9  |                                 | [ 1 ] [ 2 ] [ 3 ] [ 4 ] |
| 5.º       | Acadêmicos de Gravataí     | 177,0  | Desempate Quesito Bateria       | [ 1 ] [ 2 ] [ 3 ] [ 4 ] |
| 6.º       | Império da Zona Norte      | 177,0  | Desempate Quesito Bateria       | [ 1 ] [ 2 ] [ 3 ] [ 4 ] |
| 7.º       | Império do Sol             | 176,7  |                                 | [ 1 ] [ 2 ] [ 3 ] [ 4 ] |
| 8.º       | União da Vila do IAPI      | 174,4  | Rebaixada para Série Prata 2021 | [ 1 ] [ 2 ] [ 3 ] [ 4 ] |

## Série Prata
| Colocação | Escola                    | Pontos | Nota                                    | Ref.                          |
| --------- | ------------------------- | ------ | --------------------------------------- | ----------------------------- |
| 1.º       | Fidalgos e Aristocratas   | 178,4  | Campeã e promovida para Série Ouro 2021 | [ 1 ] [ 2 ] [ 3 ] [ 5 ] [ 4 ] |
| 2.º       | Academia de Samba Praiana | 177,7  |                                         | [ 1 ] [ 2 ] [ 3 ] [ 5 ] [ 4 ] |
| 3.º       | Unidos de Vila Isabel     | 177,3  |                                         | [ 1 ] [ 2 ] [ 3 ] [ 5 ] [ 4 ] |
| 4.º       | Copacabana                | 177,1  |                                         | [ 1 ] [ 2 ] [ 3 ] [ 5 ] [ 4 ] |
| 5.º       | Realeza                   | 175,0  |                                         | [ 1 ] [ 2 ] [ 3 ] [ 5 ] [ 4 ] |
| 6.º       | Unidos da Vila Mapa       | 173,7  |                                         | [ 1 ] [ 2 ] [ 3 ] [ 5 ] [ 4 ] |
| 7.º       | Academia Samba Puro       | 170,7  |                                         | [ 1 ] [ 2 ] [ 3 ] [ 5 ] [ 4 ] |
| 8.º       | União da Tinga            | 170,1  |                                         | [ 1 ] [ 2 ] [ 3 ] [ 5 ] [ 4 ] |

## Série Bronze
| Colocação | Escola                                     | Pontos | Ref.                          |
| --------- | ------------------------------------------ | ------ | ----------------------------- |
| 1.º       | Filhos de Maria                            | 173,9  | [ 1 ] [ 2 ] [ 3 ] [ 5 ] [ 4 ] |
| 2.º       | Protegidos da Princesa Isabel              | 173,6  | [ 1 ] [ 2 ] [ 3 ] [ 5 ] [ 4 ] |
| 3.º       | Academia de Samba Cohab-Santa Rita         | 170,0  | [ 1 ] [ 2 ] [ 3 ] [ 5 ] [ 4 ] |
| 4.°       | Acadêmicos da Orgia                        | 169,8  | [ 1 ] [ 2 ] [ 3 ] [ 5 ] [ 4 ] |
| 5.º       | Unidos do Guajuviras                       | 167,2  | [ 1 ] [ 2 ] [ 3 ] [ 5 ] [ 4 ] |
| 6.º       | Mocidade Independente da Lomba do Pinheiro | 167,1  | [ 1 ] [ 2 ] [ 3 ] [ 5 ] [ 4 ] |